# Oest-Mana
Oest-Mana (Russisch: Усть-Мана; "monding van de Mana") is een dorp (posjolok) aan de instroom van de Mana in de Jenisej in de Russische kraj Krasnojarsk. Het dorp, dat bestuurlijk gezien onderdeel vormt van het stedelijk district van Divnogorsk, ligt op 6 kilometer ten oosten van deze stad en op 30 kilometer ten westen van Krasnojarsk. Met beide steden is het dorp door een weg (R-257) en een spoorlijn verbonden.
Oest-Mana ligt te midden van het berggebied van de Oostelijke Sajan en wordt zodoende omringd door bergen met dennenbossen. Een deel hiervan werd in de jaren 90 gekapt, waarop natuurbeschermers en dorpsbewoners in actie kwamen en de kap door de autoriteiten werd stilgelegd.
Het dorp bestaat uit twee delen, waarvan een op de oever van de Mana en een langs de Jenisej, verbonden met elkaar door een brug aan de monding van de Mana. De voorzieningen in het dorp bestaan uit een school, een aantal winkels, een café, medische post en een streekmuseum (in de school). Het recreatiecentrum Manski ples, waar vaak festivals worden gehouden, bevindt zich nabij de plaats.